# Todd Hodgetts
Todd Hodgetts (Launceston, 23 de marzo de 1988) es un atleta australiano con trastorno del espectro autista. Ganó una medalla de oro en los Juegos Paralímpicos de Londres 2012 y una de bronce en los Río 2016.

## Biografía
Hodgetts nació el 23 de marzo de 1988 en Launceston, Tasmania, y creció en el suburbio de Newstead. Vivió en Tasmania hasta 2011, cuando se mudó a Canberra para mejorar sus posibilidades de llegar a los Juegos Paralímpicos de 2012. Después de los Juegos de Londres, se mudó a Melbourne. Está estudiando para obtener un certificado IV de aptitud física a partir de 2012.  
Tiene un trastorno del espectro autista . Otros deportes en los que participa incluyen el levantamiento de pesas.

## Atletismo

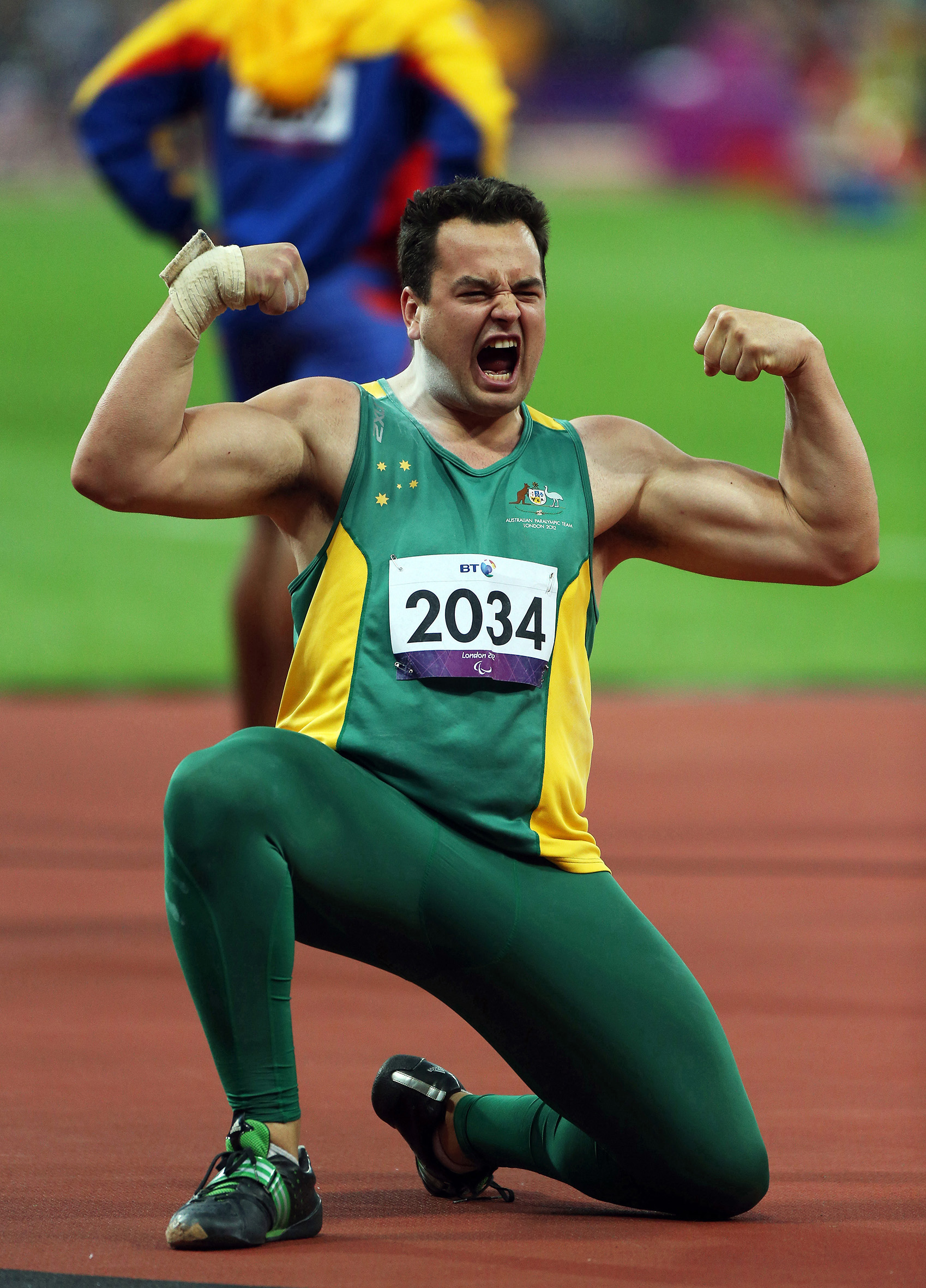
Hodgetts en los Juegos Paralímpicos de Londres 2012

Apodado "The Hulk", se especializa en el lanzamiento de bala. Compite en la clasificación F20. Lo entrena Gus Puopolo. Trabaja con un entrenador de gimnasia para ayudarlo con su equilibrio y acondicionamiento. Es miembro de los Newstead Harriers.

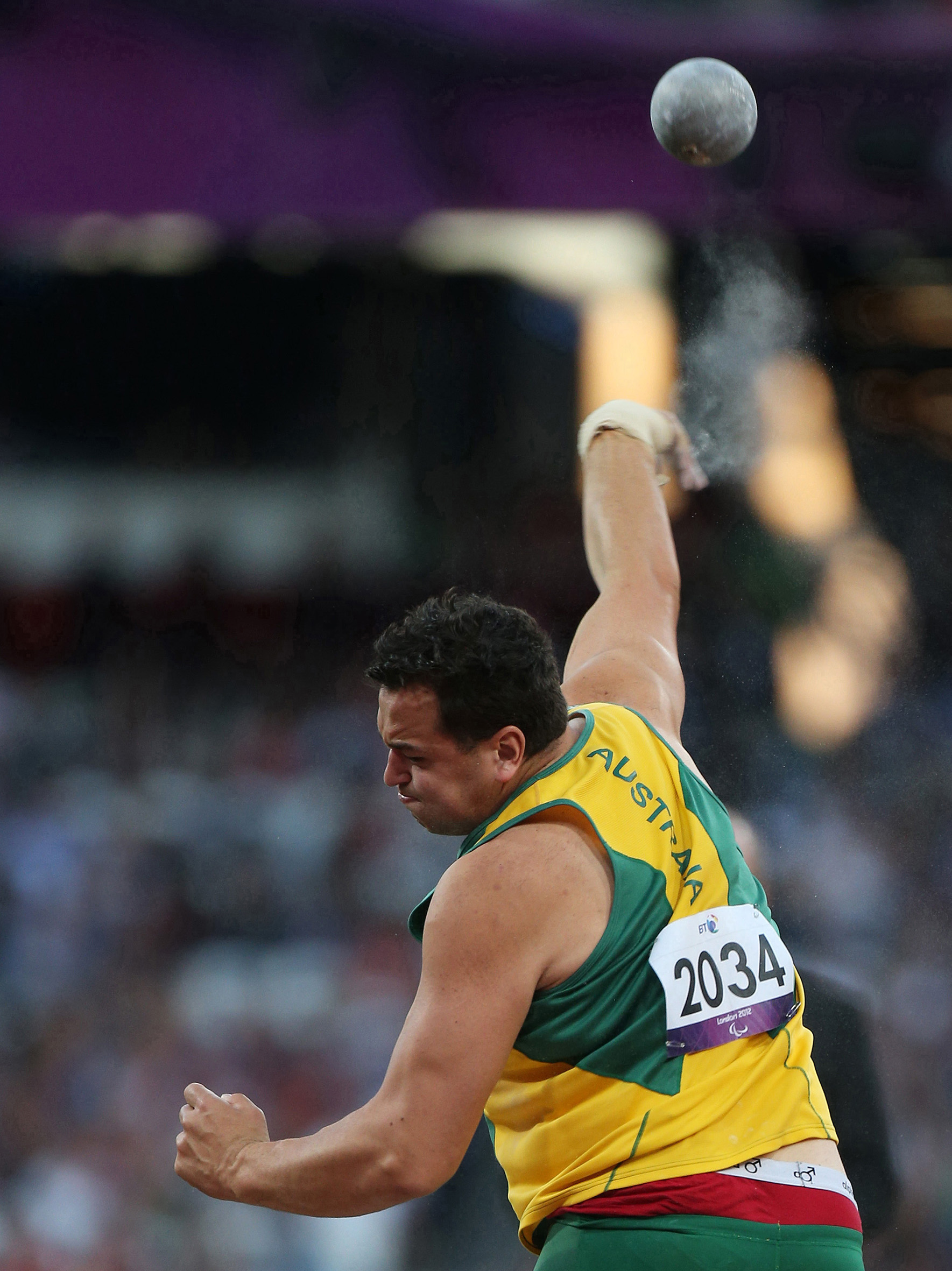
Juegos Paralímpicos de Londres 2012

Comenzó a competir en atletismo en lanzamiento de bala en 1998 después de que su hermano llevó a casa un lanzamiento de bala de la escuela secundaria y lo alentó a intentarlo como una especie de broma. En el Campeonato de Atletismo de Tasmania de 2004, compitió en el evento de lanzamiento de peso para menores de 18 años donde anotó un récord estatal con uno de sus lanzamientos.
Debutó n el equipo nacional en 2005. En 2008, fue el campeón australiano en lanzamiento de bala. Participó en el campeonato nacional de atletismo australiano de 2009 en Adelaida.  En 2009, en una competencia interclub insignia del Athletics South, ganó el lanzamiento de peso con una distancia de 15.43   metros. En el Campeonato Tasmanian de Atletismo de 2012, tuvo el mejor lanzamiento de la temporada, 16.04   m, para ganar el evento. En el Campeonato Australiano de Atletismo de 2012, estableció un récord mundial en lanzamiento de bala. En los Juegos Paralímpicos de Londres 2012, ganó una medalla de oro en el evento de lanzamiento F20 de hombres. Después de los Juegos, se sometió a una cirugía de codo.
En 2013, se mudó a Melbourne para practicar con el entrenador de tiros Gus Puoplo. Compitiendo en el Campeonato Mundial de Atletismo IPC 2013 en Lyon, Francia, ganó una medalla de bronce en lanzamiento F20 masculino. Fue galardonado con una Medalla de la Orden de Australia en los Premios del Día de Australia 2014 "por su servicio al deporte como medallista de oro en los Juegos Paralímpicos de Londres 2012".

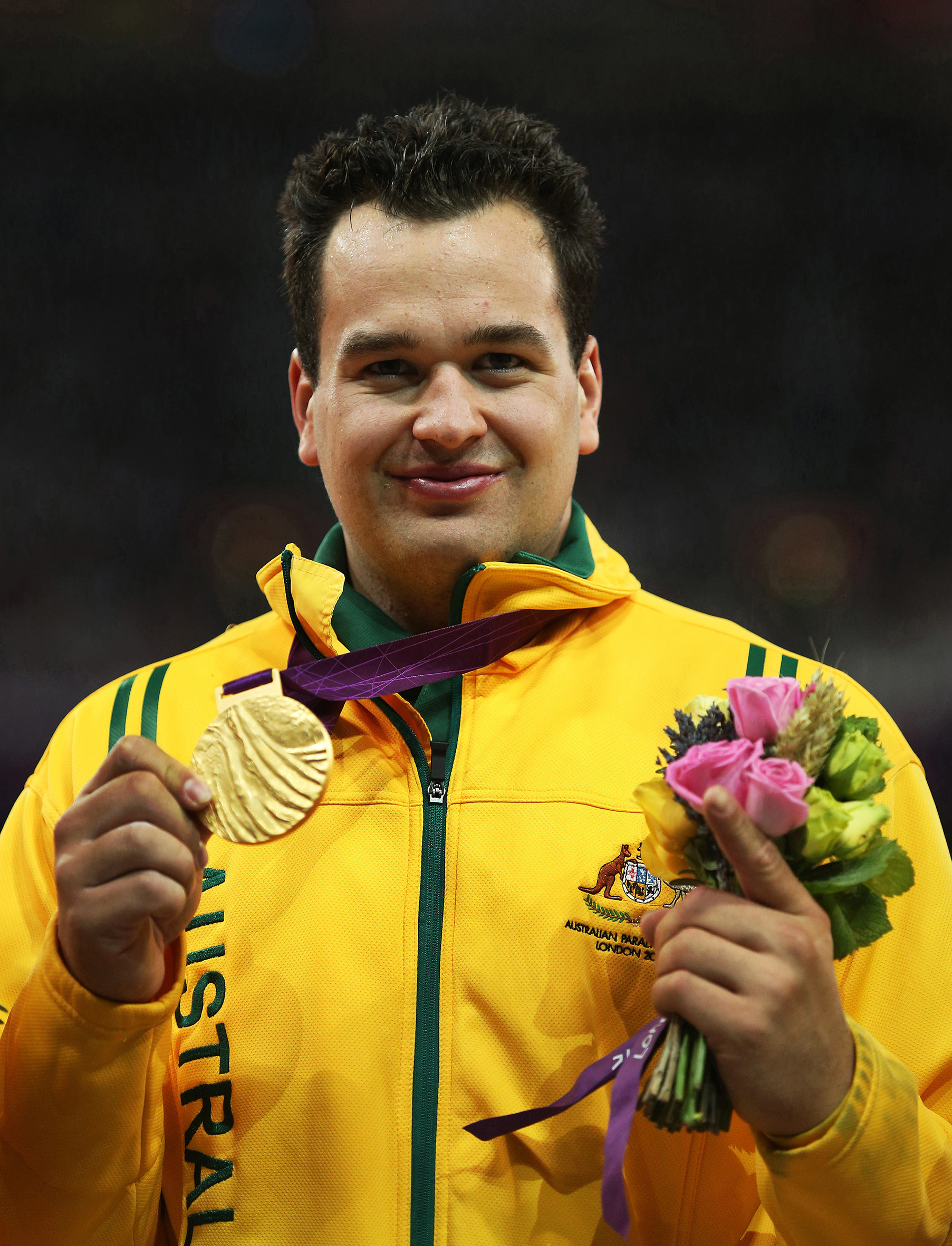
Medallista de oro en los Juegos Paralímpicos de Londres 2012

En el Campeonato Mundial de Atletismo IPC 2015 en Doha, ganó la medalla de oro en el evento de lanzamiento F20 Masculino con un récord de campeonato de 15.83.   metros. Después de ganar, Hodgetts dijo: "La gente me descartó después de Londres. Tuve dos cirugías y la gente decía que no podía regresar, es sorprendente que lo haya hecho. La fe que mi entrenador, Athletics Australia y el equipo del VIS tenían en mí me hizo confiar en que podía y es increíble".
En los Juegos Uni australianos de 2015, reclamaría el oro en el lanzamiento de peso masculino, con un lanzamiento de 15.64m, compitiendo por la Universidad Victoria.
El 13 de febrero de 2016 en el Briggs Athletics Classic en Hobart, Tasmania, lanzó la bala  a16.33   m para romper el récord mundial de 16,24   m en la clase F20 masculino que estableció en los Juegos Paralímpicos de 2012.
En los Juegos de Río 2016, ganó una medalla de bronce en lanzamiento F20 Masculino con un registro de 15.82 m. 
Ganó la medalla de bronce en la clase F20 Masculino con un lanzamiento de 15.96 m en el Campeonato Mundial de Atletismo Para 2017 en Londres, Inglaterra.

## Reconocimiento
- 2015 - Athletics Australia Para-atleta masculino del año.[19]
- 2015 - Finalista del Atleta de Tasmania del año.[20]
- 2016 - Premio Victoriano de Excelencia Personal del Instituto Victoriano del Deporte William[21]